# فرانك هاست
فرانك هاست (بالإنجليزية: Frank Hassett)‏ هو ضابط أسترالي، ولد في 11 أبريل 1918 في ماريكفيل ‏ في أستراليا، وتوفي في 11 يونيو 2008 في كانبرا في أستراليا.